# Carl’s books
carl’s books ist ein deutscher Imprint für Belletristik mit Sitz in München. Er wurde 2011 gegründet und gehört zur Penguin Random House Verlagsgruppe.

## Geschichte
Der Name carl’s books nimmt Bezug auf Carl Bertelsmann, den Gründer des C. Bertelsmann Verlags. Der Verlag ist ein reiner Paperback-Verlag und verlegt ausschließlich Original- oder deutsche Erstausgaben. Ein erfolgreicher Titel des ersten Programms war Der Hundertjährige, der aus dem Fenster stieg und verschwand von Jonas Jonasson. Der Roman erschien am 1. September 2011 auf Deutsch, wurde zum Bestseller und bis Ende 2014 alleine in Deutschland über zwei Millionen Mal verkauft. In der Schweiz stand das Werk ebenfalls über ein Jahr auf dem ersten Platz der Bestsellerliste. Mit Die Analphabetin, die rechnen konnte erschien am 15. November 2013 auch der zweite Roman von Jonas Jonasson, der ähnlich erfolgreich war. Außerdem umfasst das Programm von carl’s books beispielsweise den Roman Verschwiegen von William Landay sowie mit Der Tod fährt Audi die erste deutsche Übersetzung eines Werks von Kristian Bang Foss. Bis Ende 2014 wurden insgesamt 45 Titel von Autoren wie zum Beispiel Christian v. Ditfurth, Daniel Depp, Mathias Malzieu, Tonino Benacquista und Vina Jackson veröffentlicht.